# Маклафлин, Алан
Алан Фрэнсис Маклафлин (англ. Alan Francis McLoughlin; 20 апреля 1967, Манчестер, Ланкашир — 4 мая 2021, Дублин) — ирландский футболист. Участник чемпионатов мира по футболу 1990 и 1994 годов.

## Биография
Родился в Манчестере в семье ирландского происхождения. Проживал неподалёку от арены футбольного клуба «Манчестер Сити» «Мейн Роуд» и учился в одном классе с Ноэлем Галлахером.
По окончании спортивной карьеры работал комментатором на портсмутской радиостанции «The Quay», а затем, в первой половине 2011 года — на BBC Radio Solent. С июля 2011 по декабрь 2014 года трудился в структурах футбольного клуба «Портсмут».
Скончался 4 мая 2021 года из-за рака почек, с которым боролся с 2012 года.

## Достижения
Суиндон Таун
- Победитель плей-офф Первой футбольной лиги: 1987